# لیناردو تئوفیلو سانتوس پینتو
لیناردو تئوفیلو سانتوس پینتو هافبک اهل برزیل است که در شهر ریودو ژانیرو و در تاریخ ۳ مهٔ ۱۹۸۱ به دنیا آمده‌است.
لیناردو تئوفیلو سانتوس پینتو در تیم‌های فوتبال Östersunds سابقهٔ حضور دارد.